# Ultravide

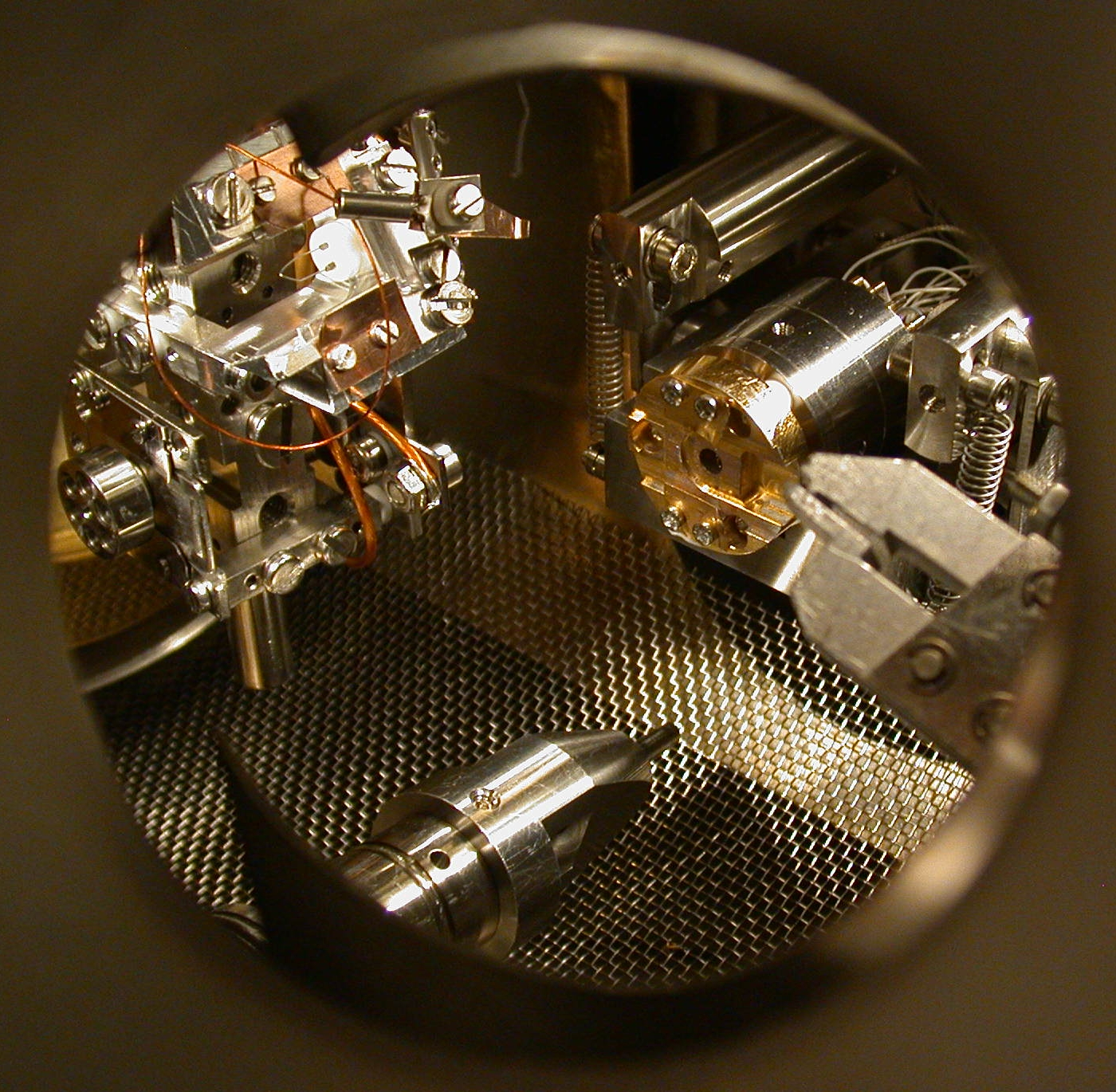
Intérieur de la chambre à ultra-vide d'un microscope à effet tunnel.

L'ultravide est un niveau de vide très poussé, caractérisé par des pressions généralement inférieures à 10−6 Pa ou 10−7 Pa (soit 10−9 mbar, ou environ 10−9 Torr). L'air dans une chambre à ultra-vide est donc des billions ({\displaystyle 10^{12}}) de fois plus rare que dans l'atmosphère terrestre, dont la pression est de l’ordre de 105 Pa. Les techniques d'ultravide sont très utilisées dans la recherche, en microscopie et spectroscopie.
Le régime de vide supérieur à l'ultravide est nommé extrême-vide et constitue la limite basse des pressions du domaine de l'ultravide, à 10−10 Pa.
Atteindre des pressions très basses nécessite des développements techniques nombreux : il faut non seulement des pompes capables de raréfier suffisamment l'air, mais aussi des enceintes et des matériaux capables de maintenir le niveau de vide et des capteurs suffisamment performants et précis pour détecter le niveau de vide atteint.

## Développement technique

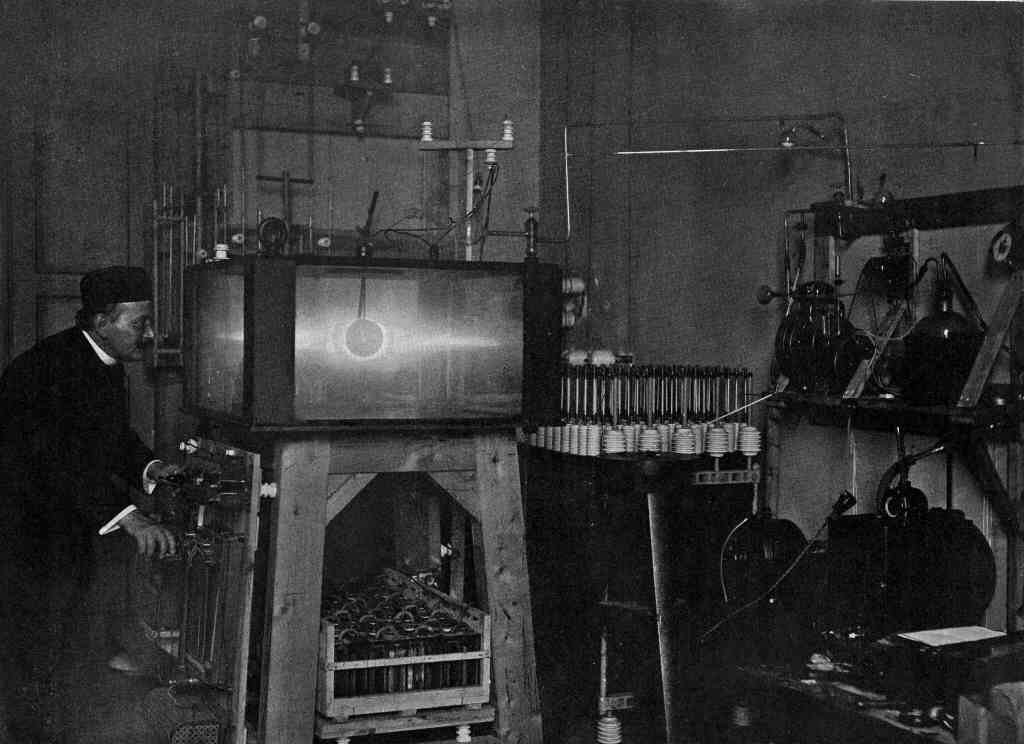
Photographie d'une chambre à vide en 1913 : Kristian Birkeland, fait la démonstration du phénomène des aurores à l'aide d'une Terrella plongée dans le vide. La chambre est constituée d'un socle et d'un couvercle en acier de 12 mm et de parois de verre de 30 mm maintenues par des piliers de bronze.

La recherche du vide a pris son essor avec les premières lampes à incandescence. On utilise alors la pompe à mercure qui permet d'atteindre aisément des pressions de l'ordre de 10−5 Torr (environ 10−3 Pa) dans les années 1910, tandis que les jauges, telles que la jauge de Knudsen ou celle de McLeod (en) sont capables de mesurer difficilement jusqu'à 10−6 Torr (environ 10−4 Pa). En combinant les différentes pompes, il devient possible d'atteindre un niveau de vide de 10−7 Torr (environ 10−5 Pa), qui devient mesurable lorsque les jauges sont utilisées avec beaucoup de précautions.
L'invention de la lampe à filament de tungstène amène à accélérer la recherche de niveaux de vide très faibles du fait du noircissement de l'ampoule durant l'utilisation. Irving Langmuir constate dans ce cadre que la durée de vie de ces ampoules ne peut être améliorée avec la qualité du vide de l'époque, la réduction de la quantité d'eau avec des étuvages durables ou l'atteinte de 10−5 Torr ne suffisent pas et les ampoules noircissent encore trop rapidement.
L'ancêtre de la pompe ionique remonte sans doute à 1933, lorsque von Mayern utilise une diode à cathode chaude immergée dans un champ magnétique pour purger les gaz restants durant la phase de vide poussé. Il atteint de cette manière 10−7 Torr. Les pompes moléculaires (molecular drag pump) de cette période, conçues par Wolfgang Gaede (de), Fernand Holweck et Karl Manne Georg Siegbahn sont limitées par les huiles présentes dans les mécanismes qui font plafonner le niveau de vide à 6 × 10−7 Torr. À partir de 1928, la technologie des pompes à diffusion évolue majoritairement grâce à des changements apportés dans les fluides utilisés : Burch remplace le mercure dans la pompe à diffusion de mercure par des liquides organiques, et les pompes à diffusion de vapeur d'huile sont progressivement améliorées.
Parallèlement la mesure de la pression s'améliore aussi grâce aux progrès réalisés par Saul Dushman et C.G. Found ; la jauge à ionisation à cathode chaude (en) est considérée en 1921 comme le meilleur instrument de mesure, sa limite de fonctionnement n'étant pas encore découverte, et après les travaux de Jaycox et Weinhart en 1931, ce type de jauge permet de mesurer jusqu'à 10−8 Torr (environ 10−6 Pa). Il faut attendre la jauge Bayard-Alpert dans les années 1950 pour dépasser cette limite : par conception les jauges à cathodes chaudes sont longtemps limitées par l'effet des rayons X mous qui, en arrivant sur le collecteur de charges négatives, ionise le matériel et limite ainsi les possibilités de mesure. La jauge Bayard-Alpert, en protégeant la partie qui jusque-là subissait l'ionisation par rayons X, peut enregistrer des pressions allant jusqu'à 10−11 Torr.
Une fois la limite de mesure des manomètres améliorée, il est enfin découvert que les systèmes munis de pompes à diffusion demeurent efficaces jusqu'à moins que 10−10 Torr (environ 10−8 Pa) : l’ultravide a été atteint avant qu'il ne soit possible de le mesurer,. Le nom d'ultravide est donné à ce régime une fois découvert, découverte qui relance la recherche de pressions extrêmement basses. Il faut attendre les années 1960 pour que le matériel permettant d'atteindre tout le spectre des pressions utilisées en ultravide se développe vraiment. La technologie rattrape alors le besoin, puisque la plupart des applications ne nécessitent alors pas un régime meilleur que 10−8 Pa tandis que certaines des enceintes les plus perfectionnées atteignent le régime d'extrême-vide jusqu'à 10−11 Pa.

## Caractéristiques
Du fait des pressions très basses atteintes en ultravide, les parois des enceintes sont soumises à une contrainte (mécanique) différentielle d'une atmosphère (≈ 105 Pa).

### Régime de vide
| Nom           | Pression en mbar     |
| ------------- | -------------------- |
| Vide grossier | 1 000 à 1            |
| Vide moyen    | 1 à 10-3             |
| Vide poussé   | 10-3 à 10-5          |
| Ultravide     | 10-7 à 10-9          |
| Extrême-vide  | < 10-9               |
| Vide absolu   | 0 (aucune particule) |

L'ultravide n'est qu'une catégorie parmi plusieurs niveaux de vide. Le découpage généralement utilisé, et le plus simple, sépare le vide primaire du vide secondaire à la pression de 10−6 mbar (le primaire lui est supérieur et le secondaire inférieur).
Plus précisément les niveaux de vide sont, en pressions décroissantes : vide grossier, vide primaire, vide intermédiaire ou moyen, vide secondaire ou poussé, ultravide, extrême-vide, vide absolu. Chacun de ces domaines permet des applications différentes. Leurs limites ne sont pas standardisées et peuvent dépendre du facteur géographique : la limite haute de l'ultravide en Europe est de 10−6 Pa, aux États-Unis de 10−7 Pa ; la limite basse en pression, qui sépare l'ultravide de l'extrême-vide est de 10−10 Pa.
Les régimes de vide peuvent aussi être différenciés en fonction des propriétés cinétiques des gaz présents dans l'enceinte : en considérant l le libre parcours moyen des molécules et D la dimension de l'enceinte, alors :
- Lorsque {\displaystyle l<<D}, le niveau de vide est bas (760 Torr à 0,5 Torr) ou moyen (0,5 Torr à 10−2 Torr)
- Lorsque {\displaystyle l>D}, le niveau de vide est haut (10−3 Torr à 10−7 Torr), les molécules vont rentrer majoritairement en collision avec l'enceinte et le régime dynamique des gaz est moléculaire sans trace de viscosité
- Lorsque t, le temps de formation d'une couche mono-moléculaire, est bien supérieur à la durée d'une expérience, le niveau de vide est ultra-haut (10−7 Torr à 10−16 Torr), dans ce domaine l est très supérieur à D

### Comportement des gaz en enceinte
En ultravide les gaz présents sont tout particulièrement raréfiés. On trouve parmi ces gaz du monoxyde de carbone (CO), dont l'origine prouvée est liée à la présence de filaments chauffés, comme dans les jauges Bayard-Alpert nécessaires pour enregistrer la pression atteinte.

#### Densité moléculaire
On considère que la densité moléculaire suit la loi des gaz parfaits :
{\displaystyle P=n\,k_{\mathrm {B} }\,T}
où :
{\displaystyle P} désigne la pression,
{\displaystyle n} la densité moléculaire,
{\displaystyle k_{\mathrm {B} }} la constante de Boltzmann,
{\displaystyle T} la température.
En ultravide, la densité moléculaire est approximativement de 3,3 × 107 molécules/cm3 à 25 °C.

#### Libre parcours moyen
Étant donné que, sous les basses pressions atteintes en ultravide, le libre parcours moyen d'une particule excède le kilomètre et peut atteindre plusieurs dizaines de kilomètres, ces molécules heurteront les parois maintes fois avant de s'entrechoquer. Le libre parcours moyen suit la loi {\displaystyle {\frac {1}{{\sqrt {2}}\pi n\sigma ^{2}}}}, ce qui correspond à une distance d'une cinquantaine de kilomètres en général à 25 °C. Appliqué au CO, dont le diamètre est de l'ordre de 320 pm, les molécules de monoxyde de carbone auraient un libre parcours moyen de plus de 60 km, contre 58,6 nm à pression ambiante.

#### Temps de formation d'une couche monomoléculaire
Une dernière caractéristique étudiée en vide et très importante dans le régime ultravide est la rapidité avec laquelle une surface va se retrouver couverte d'une couche de gaz d'une molécule d'épaisseur.
En ultravide à 25 °C, on considère que cette durée est d'environ 37 minutes.

### Adsorption
Lorsque des pressions inférieures à 10−6 mbar sont atteintes, les matériaux vont adsorber, c’est-à-dire fixer à leur surface, les molécules de gaz présentes qui forment alors une couche monomoléculaire sur le matériel. De ce fait, la presque totalité de réactions au sein de la chambre survient à la surface des matériaux.

## Matériaux et appareillages

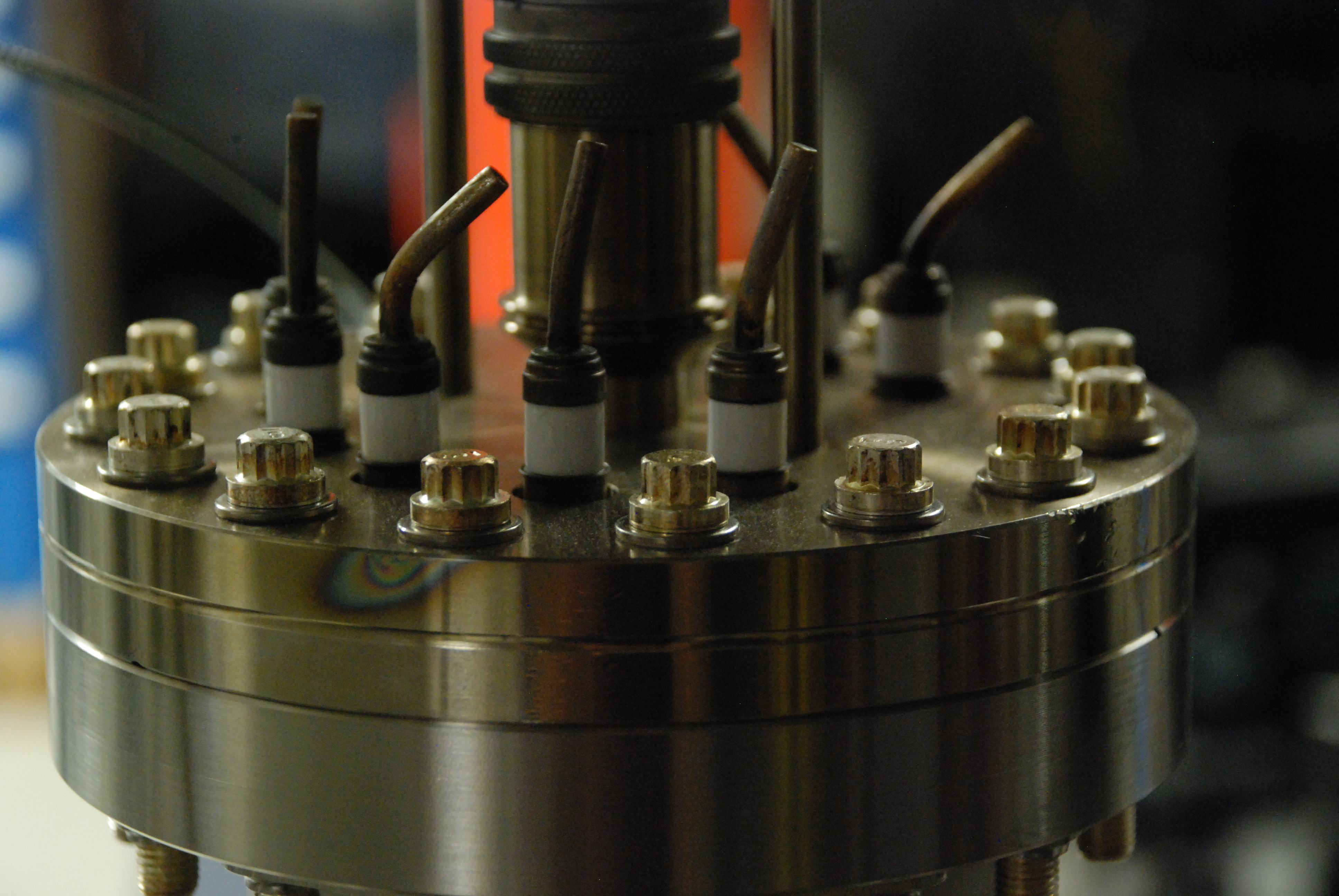
Cloison supérieure d'une chambre à vide utilisée en 2014 au JQI, Université du Maryland.

La construction d'une chambre à ultra-vide exige l'utilisation de matériaux spéciaux.
On utilise l'hélium pour détecter les fuites dans les équipements à ultravide car il diffuse à travers les solides trois fois plus vite que l'air.
Les métaux utilisés sont choisis pour leur durabilité, leur résistance à des températures élevées (à cause de l'étuvage), et leur faible capacité à dégazer et emmagasiner des gaz. De ce fait, on choisit en général des aciers inoxydables pour le régime ultravide : l'aluminium et l'acier au carbone qui peuvent encore être utilisés en vide poussé, ne le peuvent plus en ultravide, du fait des limites de résistance au bakeout et du fait de la rétention trop grande des gaz respectivement.

### Brides et joints
Les brides et les joints utilisés en ultravide doivent pouvoir supporter des températures assez hautes d'étuvage tout en ne polluant pas l'enceinte. Les joints et brides sont donc métalliques, et utilisent parfois des alliages spécifiques d'aluminium développés pour ces applications.

### Pompe
Les pompes utilisées sont des pompes turbomoléculaires qui pompent l'air contenu dans une enceinte parfaitement hermétique. Les appareils sont constitués d'un sas de pompage différentiel. Une enceinte à ultravide dans les années 2010 peut atteindre l'ultravide en un quart d'heure.

### Robinets
Les robinets utilisés pour l'ultravide peuvent être de trois types, dans l'ordre croissant du niveau de vide qu'on peut atteindre : robinet à soupape, robinet-vanne ou vanne-tiroir et robinet à ultravide.
Le premier demande une modification du modèle usuel qui pourrait introduire du gaz atmosphérique et des hydrocarbures dans la chambre en remplaçant les deux joints toriques étanches par un clapet métallique et un joint Viton ce qui permet d'approcher l'ultravide. Les robinets les plus adaptés sont ceux spécialement conçus pour l'ultravide : leurs matériaux sont faits pour supporter les étuvages particuliers du domaines, de l'ordre de 300 °C à 450 °C, tous les joints sont métalliques pour éviter toute problématique de dégazage et les étanchéités sont réalisées par des membranes en métal, et des contacts métal-métal. De ce fait l'usure du matériel est assez rapide et limite les manipulations à quelques milliers (selon les modèles entre 2 000 et 10 000 manipulations).

## Procédé
Pour atteindre le régime ultravide il est nécessaire de réaliser un étuvage ou bakeout à des températures très élevées. Plus les températures sont élevées et la durée grande, plus la proportion de molécules d'eau et le dégazage sera efficace. L'étuvage de toute l'instrumentation utilisée est employé depuis avant les années 1910 : la chauffe des appareils permet de retirer la majorité des molécules d'eau adhérant aux matériaux avant de lancer le processus de vide.

## Applications
La plupart des analyses micro et nanoscopique de surfaces nécessite de réaliser de l'ultravide comme dans la microscopie à effet tunnel ou la spectroscopie des électrons Auger (en). Cette dernière technique requiert un ultravide de 10−10 mbar ou moins et les méthodes de spectroscopies ioniques se réalisent sous un ultravide situé entre 10−8 mbar et 10−10 mbar. Le vide atteint dans les tubes de circulation du Grand collisionneur de hadrons est situé entre 10-10 et 10−11 mbar.
Le régime ultravide et les régimes supérieurs (extrême vide, etc.) sont utilisés pour l'étude des surfaces du fait du peu de molécules qui peuvent entrer en collision avec les surfaces étudiées.